# Nicsara tuberculata
Nicsara tuberculata är en insektsart som först beskrevs av Ludwig Redtenbacher 1891.  Nicsara tuberculata ingår i släktet Nicsara och familjen vårtbitare. Inga underarter finns listade i Catalogue of Life.